# 톰 허피치
토마스 허피치(영어: Thomas Herpich, 1979년 10월~)는 미국의 예술가이다. 텔레비전 애니메이션 시리즈인 《핀과 제이크의 어드벤처 타임》의 작가와 스토리보드 작가이다.
스쿨 오브 비주얼 아츠를 졸업하였고, 《어드벤처 타임》에 참여하기 전에 인디 카툰 집단에서 활동했었다. 첫 번째 시즌에서 등장인물과 물체 등을 그리는 역할로 참여했으며 두 번째 시즌부터는 스토리보드 작가가 되었다.

## 작품 목록
| 연도          | 제목                            | 역할                                   | 설명            |
| ------------- | ------------------------------- | -------------------------------------- | --------------- |
| 2009년~2018년 | 《핀과 제이크의 어드벤처 타임》 | 캐릭터 디자이너, 작가, 스토리보드 작가 | 텔레비전 시리즈 |
| 2014          | 《Manly》                       | 캐릭터 디자이너                        | 인터넷          |